# Palm Desert
Palm Desert je město ve Spojených státech amerických. Nachází se v okrese Riverside County ve státě Kalifornie. Ve městě žije přibližně 51 tisíc obyvatel a jeho rozloha činí 70,0 km². Nachází se v regionu zvaném Coachella Valley v Koloradské poušti (součást Sonorské pouště) 23 kilometrů východně od Palm Springs, 195 kilometrů severovýchodně od San Diega a 196 kilometrů východně od Los Angeles. Město bylo založeno roku 1973, přičemž ještě v roce 1980 čítala populace města pouhých 11 tisíc obyvatel. K roku 2025 byl starostou města Jan Harnik. Panuje zde teplé pouštní podnebí.

## Rodáci
- Jenna Ortega (* 2002) – americká herečka
- Desirae Krawczyková (* 1994) – americká tenistka

## Partnerská města
- Wollongong, Austrálie
- Haifa, Izrael
- Gisborne District, Nový Zéland
- Port Elizabeth, Jihoafrická republika
- Ketchikan, Spojené státy americké